# Gran Premio motociclistico d'Austria 1972
Il Gran Premio motociclistico d'Austria fu il terzo appuntamento del motomondiale 1972, il secondo GP d'Austria valido per il Mondiale e si svolse il 14 maggio 1972 presso il Salzburgring.
Erano presenti tutte le classi ad eccezione della 50. In concomitanza con la gara in Austria era in programma anche una gara motociclistica ad Hockenheim, conseguentemente alcuni dei piloti usualmente facenti parte del Continental Circus erano in questo caso assenti.
Doppietta per Giacomo Agostini su MV Agusta in 350 e 500; in 250 si impose Börje Jansson su Derbi (prima vittoria nel mondiale per il pilota svedese e prima vittoria per la casa spagnola nella quarto di litro), nella 125 altra vittoria Derbi, questa volta grazie a Ángel Nieto.
Nei sidecar, vittoria per Klaus Enders di ritorno alle gare del mondiale.

## Classe 500
Furono 26 i piloti iscritti e solo 12 quelli che tagliarono il traguardo.

### Arrivati al traguardo
| Pos. | Pilota              | Moto      | Tempo      | Punti |
| ---- | ------------------- | --------- | ---------- | ----- |
| 1    | Giacomo Agostini    | MV Agusta | 1h 06:24.9 | 15    |
| 2    | Guido Mandracci     | Suzuki    | + 59.1     | 12    |
| 3    | Bosse Granath       | Husqvarna | +1 giro    | 10    |
| 4    | Rob Bron            | Suzuki    | +1 giro    | 8     |
| 5    | Christian Bourgeois | Yamaha    | +1 giro    | 6     |
| 6    | Giampiero Zubani    | Kawasaki  | +1 giro    | 5     |
| 7    | Silvano Bertarelli  | Kawasaki  | +2 giri    | 4     |
| 8    | Bruno Kneubühler    | Yamaha    | +3 giri    | 3     |
| 9    | Sergio Baroncini    | Ducati    | +3 giri    | 2     |
| 10   | Carlo Marelli       | Paton     | +3 giri    | 1     |
| 11   | Giordano Mongardi   | Ducati    |            |       |
| 12   | John Hughes         | Matchless |            |       |

## Classe 350
Giacomo Agostini portò al debutto la nuova MV Agusta a quattro cilindri.

### Arrivati al traguardo (posizioni a punti)
| Pos. | Pilota           | Moto      | Tempo       | Punti |
| ---- | ---------------- | --------- | ----------- | ----- |
| 1    | Giacomo Agostini | MV Agusta | 50' 7" 200  | 15    |
| 2    | Hideo Kanaya     | Yamaha    | + 8" 420    | 12    |
| 3    | Renzo Pasolini   | Aermacchi | + 8" 840    | 10    |
| 4    | Jarno Saarinen   | Yamaha    | + 21" 900   | 8     |
| 5    | János Drapál     | Yamaha    | +1' 29" 300 | 6     |
| 6    | Teuvo Länsivuori | Yamaha    |             | 5     |
| 7    | Bosse Granath    | Yamaha    |             | 4     |
| 8    | Werner Pfirter   | Yamaha    |             | 3     |
| 9    | Silvio Grassetti | MZ        |             | 2     |
| 10   | László Szabó     | Yamaha    |             | 1     |

## Classe 250
Tra i ritirati della corsa Hideo Kanaya, Kent Andersson, Rodney Gould, Renzo Pasolini, Silvio Grassetti e Dieter Braun.

### Arrivati al traguardo (posizioni a punti)
| Pos | Pilota           | Moto   | Tempo     | Punti |
| --- | ---------------- | ------ | --------- | ----- |
| 1   | Börje Jansson    | Derbi  | 45'00"310 | 15    |
| 2   | Jarno Saarinen   | Yamaha | +18"880   | 12    |
| 3   | John Dodds       | Yamaha | +25"990   | 10    |
| 4   | Barry Sheene     | Yamaha | +25"990   | 8     |
| 5   | Chas Mortimer    | Yamaha | +45"390   | 6     |
| 6   | Werner Pfirter   | Yamaha | +45"690   | 5     |
| 7   | Teuvo Länsivuori | Yamaha | +49"390   | 4     |
| 8   | Karl Auer        | Yamaha | +1 giro   | 3     |
| 9   | János Drapál     | Yamaha | +1 giro   | 2     |
| 10  | Heinz Schmied    | Yamaha | +1 giro   | 1     |

## Classe 125

### Arrivati al traguardo (posizioni a punti)
| Pos | Pilota             | Moto       | Tempo       | Punti |
| --- | ------------------ | ---------- | ----------- | ----- |
| 1   | Ángel Nieto        | Derbi      | 39' 51" 410 | 15    |
| 2   | Gilberto Parlotti  | Morbidelli | + 0" 470    | 12    |
| 3   | Kent Andersson     | Yamaha     | + 1" 030    | 10    |
| 4   | Börje Jansson      | Maico      | + 1" 390    | 8     |
| 5   | Silvano Bertarelli | Suzuki     | + 33" 950   | 6     |
| 6   | Eugenio Lazzarini  | Maico      | + 1' 1" 960 | 5     |
| 7   | Dieter Braun       | Maico      | +1 giro     | 4     |
| 8   | László Szabó       | MZ         | +1 giro     | 3     |
| 9   | Thomas Heuschkel   | MZ         | +1 giro     | 2     |
| 10  | Bernd Köhler       | MZ         | +1 giro     | 1     |

## Classe sidecar
Solo nove equipaggi classificati al termine della prova.

### Arrivati al traguardo
| Pos | Pilota                | Passeggero         | Moto         | Tempo Distacco | Punti |
| --- | --------------------- | ------------------ | ------------ | -------------- | ----- |
| 1   | Klaus Enders          | Ralf Engelhardt    | Busch-BMW    |                | 15    |
| 2   | Heinz Luthringshauser | Hans-Jürgen Cusnik | BMW          |                | 12    |
| 3   | Karl Venus            | Rainer Gundel      | BMW          |                | 10    |
| 4   | Rolf Steinhausen      | Werner Kapp        | König        |                | 8     |
| 5   | Gustav Pape           | Franz Kallenberg   | BMW          |                | 6     |
| 6   | Bill Currie           | Keith Scott        | GSM/Weslake  |                | 5     |
| 7   | Rudi Kurth            | Dane Rowe          | CAT/Crescent |                | 4     |
| 8   | Peter Hahn            | Gertrud Hahn       | BMW          |                | 3     |
| 9   | Josef Ortner          | Hans Klug          | BMW          |                | 2     |